# Lyngdal
Lyngdal este o comună din provincia Agder, Norvegia.
Are o suprafață de 642,8 km². Populația este de 10.751 locuitori, determinată în 1 ianuarie 2023, prin Folkeregisteret[*].

## Personalități născute aici
- Julian Ryerson (n. 1997), fotbalist.